# Ca l'Arnaus
Ca l'Arnaus és un edifici del municipi de Sant Feliu Sasserra (Bages) protegida com a bé cultural d'interès local.

## Descripció
És una casa entre mitgeres, de tres pisos i amb una estructura absolutament simètrica. En conjunt dominen les obertures, que consisteixen en un portal i dues finestres als baixos, tres balcons al primer pis i un balcó i dues finestres al pis superior. L'edifici acaba amb un ràfec de fusta molt ample, amb cabirons també de fusta. Totes les obertures són estructurades amb pedra i allindanades, a excepció de la porta d'entrada que és coronada per un arc escarser rebaixat.
A l'altura del primer pis i entre dos balcons hi ha un nínxol en pedra on hi ha la imatge de Sant Anton amb un nen.

## Història
El portal d'entrada, segons la llinda, data la casa l'any 1800. Fou construïda per l'hereu del mas Arnaus (un dels masos més importants de Sant Feliu) amb la intenció d'establir-hi la seva residència i posar un masover al mas. La figura de sant Anton a la façana es deu al nom de l'amo. A part de l'habitatge, la casa també s'utilitzava com a centre d'emmagatzematge dels fruits que es collien a la finca, especialment vi i oli. S'hi havia fet oli i per aquset motiu al soterrani hi ha tot un seguit de canalitzacions. Era costum que per la festa major del poble la família obsequiés amb una peça de caça a cada convidat. La casa consta d'una capella pública dedicada a sant Josep.